# Mykola Leontovyč
Mykola Dmytrovyč Leontovyč in ucraino Микола Дмитрович Леонтович? (Monastyrok, 13 dicembre 1877 – 23 gennaio 1921) è stato un compositore ucraino, autore di oltre 150 composizioni per opere corali, di carattere prevalentemente religioso e/o folcloristico.
È ricordato soprattutto per il canto Ščedryk (1916, adattato negli anni trenta dal compositore statunitense Peter Wilhousky nel celebre canto natalizio Carol of the Bells.
Tra le sue altre opere, ricordiamo: Pijut' pivni (Піють півні), Mala maty odnu dočku (Мала мати одну дочку), Dudaryk (Дударик), Oj zijšla zorja (Ой зійшла зоря), ecc.

## Biografia
Mykola  Dmytrovyč Leontovyč nacque il 1º dicembre (13 dicembre secondo il nuovo calendario) 1877 nel villaggio di Monastyrok, nella regione di Podilja (Ucraina).
Già da giovane, venne “iniziato” alla carriera musicale dal padre Dmytro, prete del villaggio e abile suonatore di violoncello, violino e chitarra.
Dopo gli studi di teologia (1892 – 1899), lavorò come insegnante nelle province di Kiev, Ekaterinoslav (oggi: Dnipro) e Podilja. La sua passione era, però, la musica: seguì dei corsi a Kiev e San Pietroburgo – dove divenne piuttosto celebre come direttore di coro – studiò con il famoso musicologo Boleslav Javorkij.
In quel periodo creò numerosi arrangiamenti per opera corali, tra i quali quello di Ščedryk, che ottenne un enorme successo alla prima rappresentazione a Kiev nel 1916, quando fu interpretato dal coro dell'Università di Kiev. Dal 1918, insegnò al Conservatorio di Kiev e all'Istituto di Musica e Teatro “Mykola Lysenko".
Morì nella notte tra il 22 e il 23 gennaio 1921, all'età di soli 43 anni, ucciso a colpi di pistola nella casa dei suoi genitori da Viktor Griščenko, un agente della Čeka (guardia di sicurezza sovietica).
Lasciò incompiuta l'opera Na rusalčyn velykden', basata su un testo di Borys Hrynčenko (Boris Grinčenko), e che fu completata nel 1978 da Myroslav Skoryk.